# Ефимова, Евдокия Леонтьевна
Евдокия Леонтьевна Ефимова  (1923—2006) — советский передовик производства в лёгкой промышленности. Герой Социалистического Труда (1971).

## Биография
Родилась 14 августа 1923 года в деревне Шешка Окуловского муниципального района Новгородской области.
С июня 1941 года — в РККА, участница Великой Отечественной войны — служила в войсках ПВО.
С 1945 года демобилизовавшись из Советской армии, пришла работать рабочей ткацкого производства на Ленинградскую фабрику «Ленсукно».  Нормы выработки Е. Л. Ефимова выполняла на 180-200 процентов и призывала следовать ее примеру.
9 июня 1966 года Указом Президиума Верховного Совета СССР «за высокие производственные достижения по итогам семилетнего плана (1959-1965)» Е. Л. Ефимова была награждена Орденом Знак Почёта.
5 апреля 1971 года Указом Президиума Верховного Совета СССР «за выдающиеся успехи в досрочном выполнении заданий пятилетнего плана и большой творческий вклад в развитие производства тканей, трикотажа, обуви, швейных изделий и другой продукции легкой промышленности» Евдокия Леонтьевна Ефимова была удостоена звания Героя Социалистического Труда с вручением Ордена Ленина и золотой медали «Серп и Молот».
До выхода на заслуженный отдых трудилась в должности инструктора передовых методов труда. Избиралась членом Кировского райкома КПСС.
Жила в Санкт-Петербурге. Умерла 28 февраля 2006 года.

## Награды
- Медаль «Серп и Молот» (5.04.1971)
- Орден Ленина (5.04.1971)
- Орден Отечественной войны II степени (11.03.1985)
- Орден Знак Почёта (9.06.1966)